# Jan Jan
Jan Jan (ar: Ջան Ջան, sv: min kära; även Nor Par) är en sång av Inga & Anush som representerade Armenien i Eurovision Song Contest 2009, i Moskva, Ryssland. Den är komponerad av Mane Akopjan, och texten är skriven av Vardan Zadojan och Avet Barseghjan. Låten placerade sig till sist på en tiondeplats i finalen.

## Listplaceringar
| Lista (2009)      | Top- position |
| ----------------- | ------------- |
| Sverigetopplistan | 29            |
| UK Singles Chart  | 159           |

### Fotnoter
1. ↑  Klier, Marcus (14 februari 2009). ”Armenia: Eurovision entrant chosen”. ESCToday. Arkiverad från originalet den 15 februari 2009. https://web.archive.org/web/20090215194336/http://esctoday.com/news/read/13243. Läst 14 februari 2009.
2. ↑  Brey, Marco (14 februari 2009). ”Armenia decided - Inga & Anush to Moscow”. Eurovision.tv. http://www.eurovision.tv/page/news?id=1919file=articles&id=5122. Läst 14 februari 2009.
3. ↑  ”Nor par - info”. Diggiloo Thrush. http://www.diggiloo.net/?info.2009am. Läst 15 februari 2009.
4. ↑  Swedish Singles Chart
5. ↑  UK Singles Chart